# 伊東市消防本部
伊東市消防本部（いとうししょうぼうほんぶ）は、静岡県伊東市に存在した消防部局（消防本部）。管轄区域は伊東市全域。2016年4月に消防広域化に伴って駿東伊豆消防本部へ統合された。

## 概要
- 消防本部 - 伊東市桜木町一丁目1番3号
- 管内面積 - 124.13km2
- 職員定数 - 110人[1]
- 消防署1カ所、支署1カ所、分遣所2カ所

### 沿革
- 1950年4月13日 - 伊東市消防本部および伊東市消防署を開設。
- 1952年9月 - 湯川分遣所を開設。
- 1956年6月 - 消防無線局を設置。
- 1958年3月 - 玖須美分遣所を開設。
- 1958年7月 - 宇佐美分遣所を開設。
- 1969年3月 - 八幡野分遣所を開設
- 1969年9月 - 湯川分遣所、玖須美分遣所を廃止。新庁舎に統合静海分遣所を設置。
- 1970年5月 - 静海分遣所を廃止。消防本部消防署を移転。幸町出張所を開設。
- 1972年3月 - 一斉指令装置を設置。
- 1980年4月 - 吉田分遣所を開設。幸町出張所を分遣所に改称。
- 1987年9月 - 幸町分遣所を廃止。広野分遣所を開設。
- 1992年9月 - 八幡野分遣所を対島支署に改称。
- 2000年3月 - 本署と広野分遣所を統合。
- 2016年4月 - 消防広域化に伴って駿東伊豆消防本部へ統合された。

### 主力機械
2014年4月1日現在の台数を次に示す。
- 普通消防ポンプ自動車 - 17台
- 水槽付ポンプ自動車 - 5台
- 水槽車 - 1台
- はしご車 - 1台
- 救急自動車 - 4台
- 救助工作車 - 2台
- 指揮車 - 1台
- 広報車 - 2台
- 積載車 - 1台
- 予備救急車 - 1台
- 査察車 - 1台
- 水防車 - 1台
- 資機材搬送車 - 2台
- 予備ポンプ自動車 - 1台
- 軽消防車 - 2台
- 小型動力ポンプ - 26台

## 組織
- 消防本部 - 消防総務課、企画指令課、予防課[3]
- 消防署

### 消防署等
| 消防署       | 住所            | 支署                 | 分遣所                               |
| ------------ | --------------- | -------------------- | ------------------------------------ |
| 伊東市消防署 | 桜木町一丁目1-3 | 対島：八幡野1189-107 | 宇佐美：宇佐美1641-7 吉田：吉田571-2 |

## 参考資料
- 伊東市消防本部 『消防年報 平成25年版』 2014年6月発刊